# Zemědělská vodohospodářská správa
Zemědělská vodohospodářská správa (ZVHS) byla organizační složka českého státu, jejímž zřizovatelem bylo Ministerstvo zemědělství České republiky. Zřízena byla ke dni 1. 1. 2001. Celý název zněl: ČR – Zemědělská vodohospodářská správa. Sídlo organizace bylo v Brně, Hlinky 60, 613 00 Brno. IČ: 0020451. ZVHS byla nástupnickou organizaci bývalé Státní meliorační správy. Byl to do 31. 12. 2010 největší správce drobných vodních toků v České republice a správce hlavních odvodňovacích zařízení. Podle Informačního systému melioračních staveb ČR byla celková délka hlavních melioračních zařízení spravovaných bývalou ZVHS 11 712,4 km (z toho 61,5 % otevrených, 38,5 % trubních a celková délka drobných vodních toku ve správě ZVHS byla 35 374,9 km (z toho 40 % upravených)
Ke dni 30. 6. 2012 byla ZVHS opatřením Ministerstva zemědělství ČR zrušena. Její aktivity (zejmína správu drobných vodních toků) přebraly místně příslušné státní podniky Povodí nebo Lesy České republiky. Zbylého majetku a správy hlavních odvodňovacích zařízení se ujal Pozemkový fond České republiky, kde od 1. 7. 2012 vznikla sekce správy vodohospodářských děl s odděleními v Praze, Brně, Hradci Králové a Českých Budějovicích. Pozemkový fond České republiky byl ke dni 31. 12. 2012 zrušen. Správa hlavních odvodňovacích zařízení přešla od 1.1. 2013 na nově vzniklý Státní pozemkový úřad.

## Vznik ZVHS
ZHVS byla nástupnickou organizací Státní meliorační správy, která byla založena zřizovací listinou MZVž ČSR pod čj.: 860/69 - I/3 ze dne 26. 11. 1969 ke dni 1. 1. 1970 a novelizována MZe ČR 31. 12. 1998 pod č.j.: 2428/98-3030 s účinností od 1. 1. 1990. Dodatkem č. 2 byla dne 20. 12. 2000 pod č.j. 2127/2000-3030 provedena s účinností od 1. 1. 2001 změna názvu organizace na Zemědělskou vodohospodářskou správu. Úplné a novelizované znění zřizovací listiny ke dni 1. ledna 2001 v souladu se zákonem č. 219/2000 Sb. vydáno pod č.j.: 2259/2001-3030.

## Činnost ZVHS do 31. 12. 2010
Předmětem činnosti bylo zejména:
- výkon správy vodních toků určených organizaci ústředním vodohospodářským orgánem, které spočívá v zajištění provozu, údržby a oprav, reprodukce a revitalizace hmotných investičních majetků s vodními toky spjatých,
- výkon péče o hlavní meliorační zařízení ve správě Pozemkového fondu ČR spočívající v zajištění provozu, údržby a oprav, dále nutné reprodukci a majetkoprávním vypořádání dle dispozic Výkonného výboru Pozemkového fondu ČR,
- plánování, příprava, realizace a financování investičních a neinvestičních opatření v oblasti své působnosti,
- koncepční práce, odborné pomoci a výkony inženýrských činností v rámci své působnosti,
- zajištění monitoringu správce vodních toků a účast na monitoringu půda - voda - krajina dle schválených projektů Ministerstva zemědělství ČR,
- výkon odborných pomocí a inženýrských činností pro přípravu, realizaci a financování krajinotvorných programů obnovy venkova, péče o krajinu a revitalizace říčních systémů a rovněž spolupráce s pozemkovými úřady jako podpůrná organizace při návrzích komplexních pozemkových úprav,
- spolupráce s hlavním pracovištěm pověřeným Ministerstva zemědělství ČR odbornou gescí za vytváření technických zásad, norem směrnic a doporučení v oboru meliorací a vodního hospodářství a rovněž spolupráce s výzkumnými ústavy ve sféře své působnosti,
- ekonomické služby Státnímu fondu pro zúrodnění půd, apod. dle potřeb Ministerstva zemědělství ČR.

### Organizační členění
Zřízením ZVHS došlo ke změně organizačního členění oproti bývalé SMS. SMS byla územně členěna podle okresů a katastrů. ZVHS byla členěna podle povodí. Členění bylo dovedeno podle mapových podkladů Českého úřadu zeměměřického a katastrálního a Hydroekologického informačního systému Výzkumného ústavu vodohospodářského až do čísel hydrologického pořádí čtvrtého řádu. Tím došlo ke sjednocení s organizačním členěním státních podniků Povodí.
Dle vnitřního organizačního řádu měla ZVHS pět Oblastí povodí (OP) se sídly v Hradci Králové (OP Labe), v Českých Budějovicích (OP Vltavy se členila na povodí Horní Vltavy, povodí Dolní Vltavy a povodí Berounky), v Ústí nad Labem (OP Ohře), v Ostravě (OP Odry) a v Brně (OP Moravy a Dyje). Celkem měla 58 pracovišť umístěných převážně v bývalých okresních městech po celé ČR. Každé pracoviště mělo svého vedoucího a další 2 až 4 technické pracovníky. Celkový (přepočtený) počet zaměstnanců se pohyboval mezi 390 až 415. Kancelář generálního ředitele sídlila od roku 2005 v Českých Budějovicích, kde byl umístěn i ekonomický úsek a od r. 2009 ekonomický ředitel. Technický ředitel a jeho úsek měli sídlo v Praze na Radlické ulici. V Brně na Hlinkách měl sídlo Úsek pro informatiku a systémy řízení (monitoring kvality povrchových vod a informatika).

### Správa toků a hlavních odvodňovacích zařízení
Hlavní těžiště činnosti spočívalo v majetkoprávním vypořádávání pozemků a majetku ve správě, v administraci projektové činnosti (metodika ISPROFIN) při údržbě, revitalizacích a v prvotních zásazích po povodních, v zadávání prací na těchto projektech, ve sledování čerpání přidělených finančních prostředků na tyto práce atd., v pravidelných venkovních šetření a pochůzkách a v kontrolní činnosti (nedovolené odběry vody apod.).

### Informatika
ZVHS byla správcem územního informačního systému (ÚIS). Dále spravovala digitalizované údaje o meliorací a závlahách pro celou ČR ve členění podle okresů. Digitalizace probíhala v letech 2003–2007 z mapových podkladů 1:10000 (zákresy podrobných odvodňovacích zařízení a hlavních odvodňovacích zařízení).
Významným projektem Ministerstva zemědělství, jehož se ZVHS účastnila, byla Centrální evidence vodních toků (CEVT) a Centrální evidence vodních nádrží (CEVN). V rámci CEVT se dosud evidují stavby na drobných vodních tocích a správa toků ve členění až na povodí 4. řádu. Od 1. 1. 2011 již v gesci státních podniků Povodí a Lesy ČR.

### Monitoring
ZVHS sledovala kvalitu povrchových vod a sedimentů ve sledovaných profilech pravidelné monitorovací sítě (vybraných profilů ČHMÚ, bodových zdrojů znečištění, Nitrátová směrnice).
V roce 2009 došlo k předání sítě monitoringu dusičnanů (hlavní i vedlejší) státním podnikům Povodí. Tato databáze (výsledky rozboru DUS, hlavních a rozšířených, biologického monitoringu – makrozoobentos a fytobentos, sedimenty, průzkumný monitoring DUS, měření stratifikace nádrží, atd.) vznikla na základě požadavku pracovníků ZVHS. Zasloužil se o ní hlavně Ing. Josef Hvízdal. Program umožňující zpracování výsledků rozborů a monitoringu nesl název TRITON. Tento měl vazbu na poskytování informací o stavu kvality vod ve sledovaných profilech. Databázi výsledků ke dni 31.12.2010 a vyhodnocovací program nakonec převzal do archivu Státní archiv v Praze (Dr. Koucký). Ukončením práce ZVHS na monitoringu byla přerušena dlouhodobá řada výsledků na některých drobných vodních tocích. Jedinečná databáze SALAMANDER přešla pod Povodí Moravy, s. p. Veškerá monitorovací činnost v ZVHS ustala.
Od roku 2008 do r. 2010 se pravidelně instalovaly telemetrické stanice (TS) (měření výšky hladiny tlakovou sondou, modul TS od firmy Fiedler-Mágr) na vybraných DVT. Viz hladiny.cz/povodi/. Všechny nakonec přešly do majetku státních podniků Povodí, kde jsou nadále provozovány příslušnými dispečinky.

### Povodňový servis a havarijní služba
Při povodních se zjišťovaly vzniklé škody na majetku ČR i občanů (vše na tocích ve správě ZVHS), zapisovaly se okamžitě do informačního systému ZVHS na Intranet, z něhož se podávalo tzv. Hlášení o mimořádné události. Ta se evidovala a sumarizovala a sloužila jako podklad pro prvotní zásahy a plány údržeb či dalších investičních akcí. Na dispečink ZVHS bylo možné podat i hlášení o zjištěných haváriích kvality vod na tocích a HOZ ve správě ZVHS.

## Činnost a fungování tzv. zbytkové ZVHS od 1. 1. 2011 do 30.6.2012
Ke dni 1. 1. 2011 byla na základě změny zřizovací listiny (Opatření ministerstva zemědělství čj. 35766/2010-10000 ze dne 14. 12. 2010) rozdělena část její činnosti mezi tzv. zbytkovou ZVHS a místně příslušné státní podniky Povodí a Lesy ČR. Těm byla svěřena mj. správa drobných vodních toků. Po rozdělení činností došlo ke značné redukci vlastní činnosti a počtu zaměstnanců – na 45. Zbytková ZVHS zůstala pouze správcem HOZ.

### Organizační členění
V čele ZVHS stál ředitel jmenovaný ministrem zemědělství. Tuto funkci naposledy zastával Ing. Milan Rybka.
Nově vzniklá Územní pracoviště (ÚP) měla sídla v Brně, Hradci Králové a Českých Budějovicích. Technické a ekonomické oddělení, včetně útvaru ředitele sídlilo rovněž v Českých Budějovicích. Na každém ÚP pracoval vedoucí ÚP, 5 terénních pracovníků a další 4 jako odborní techničtí pracovníci (OTP).

### Správa HOZ a HMZ
Správa a péče o odvodňovací zařízení a další vodohospodářský majetek státu (včetně jejich evidence – stavby, odvodnění, závlahy a jiné, v modulu EDHM v IS), majetkoprávní činnost – převody a výkupy, údržby, kontrolní činnost a jiné přešla k datu 1. 7.2012 na Pozemkový fond ČR a datem 1. 1.2013 pod Státní pozemkový úřad se sídlem v Praze.

### Informatika a správa IT
Zastavena činnost na další, již čtvrté etapě CEVT 10, nadále jen udržovací práce, provoz webu, archivace mapových děl (zákresy meliorací do map 1:10000), digitalizace a distribuce těchto map. Nicméně projekt CEVT10 je udržován na serveru Státního pozemkového úřadu a je tzv."zakonzervován".

## Zrušení ZVHS
Na základě opatřením ministerstva zemědělství ČR ze dne 9.12.2011 Zemědělská vodohospodářská správa byla zrušena ke dni 30.6.2012. Správy majetku HOZ (hlavní odvodňovací zařízení) zrušené Zemědělské vodohospodářské správy nyní vykonává Státní pozemkový úřad.